# かけひき

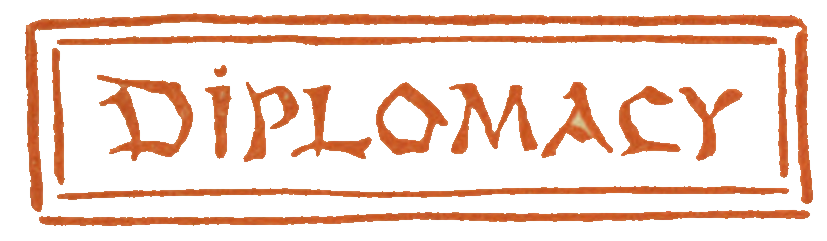

かけひきは小泉八雲の短編集『怪談』に収録された作品。原典は山崎美成の『世事百談』に記された「欺きて冤魂を散ず」。

## あらすじ
ある上級武士が、過ちを犯した使用人を処刑しようとした。 処刑される男は必死で命乞いをするが、許されないとわかると、「私を殺せばあなたたちを呪ってやる」と主人とその家臣たちを脅した。
それを聞いた主人の武士が「もし私たちを呪うというのなら、首を落とされても目の前の石に噛り付いて怨みのほどを見せてみよ」と罪人を挑発したところ「きっと噛り付いて恨みを示してやる」と答える。果たして、主人の刀が罪人の首を落とした瞬間、その生首は庭石にしっかりと噛り付き、家臣たちは震え上がった。
それ以来家臣たちは何時怨霊が現れるか戦々恐々とし、物の影や、木が風に鳴る音を聞いても恐れおののき、思い余って主人に、処刑された男の供養を願い出たが、主人は「その心配は無い」とあっさり言う。理由を聞いたところ、「怨霊となって人を呪おうとするには強い末期（まつご）の怨みが必要だが、あの罪人は私の挑発に乗って石に噛り付くことのみを念じて死んだ。怨霊となることは出来ないだろう。」と答え、彼らは納得した。結局、首だけになっても石に噛り付いた件の罪人の怨霊は出てこなかった。

## 解説
非常に短い作品であり、余計な枝葉は付けず一気に物語を進め、しかも意外なオチに運ぶ手法には、短編小説或いはショートショートの正統的な叙述方法が発揮されていると言える。